# Ecodonia ephyrodes
Ecodonia ephyrodes är en fjärilsart som beskrevs av Eugen Wehrli 1951. Ecodonia ephyrodes ingår i släktet Ecodonia och familjen mätare. Inga underarter finns listade i Catalogue of Life.